# Claves Records
Claves Records ist ein Schweizer Plattenlabel in Pully, Kanton Waadt.

## Geschichte
Von dem Label sind mehr als 350 CDs erschienen. Bei dem Label veröffentlichten Musiker  wie Peter-Lukas Graf, Jörg Ewald Dähler, Heinz Holliger, Dietrich Fischer-Dieskau, Simone Zgraggen, Peter Mieg, Teresa Berganza, Marcello Viotti, Fabio Luisi, Jean-Luc Darbellay, Maurice Steger, Nathan Milstein, Maria Riccarda Wesseling, Christian Ferras und Kathrin Schmidlin. Aufnahmen des Labels wurden mehrfach mit Preisen ausgezeichnet.
Der Musikverlag wurde 1968 durch Marguerite Dütschler-Huber in Thun gegründet und wurde von ihr bis Ende 2000 als Einzelunternehmen «Claves Schallplatten- und Musikverlag, Marguerite Dütschler-Huber» geführt. Danach wurde das Unternehmen unter dem Namen «Claves Records SA» in eine Aktiengesellschaft umgewandelt. 2003 wurde Claves Records von der Clara-Haskil-Stiftung erworben und 2008 der Sitz in den Kanton Waadt nach Pully verlegt.
Mit dem Verkauf des Musikverlags zog sich Marguerite Dütschler-Huber aus dem Unternehmen zurück. Sie verstarb knapp drei Jahre später, Anfang Mai 2006. Geschäftsführer von Claves Records ist seit 2003 Antonin Scherrer.